# İsmayıllı
İsmayıllı – miasto w północnym Azerbejdżanie, stolica rejonu İsmayıllı. W 2022 roku populacja liczyła 26,2 tys. mieszkańców.